# Young Dracula
Young Dracula är en brittisk tv-serie som handlar om familjen Dracula som precis har flyttat från Transsylvanien till Storbritannien. Greve Draculas son Vladimir vill helst av allt bara vara en normal människa, vilket inte är så lätt när man är son till Greve Dracula. Vlads syster Ingrid är allt som Greve Dracula vill att Vlad ska vara, hon vill inget hellre än att fylla 16 eftersom hon blir riktig vampyr då, men felet enligt honom är att hon är tjej. 
Vladimirs bästa kompis Robin är en riktig "vampyrtönt" som gärna skulle byta liv med Vlad. 
När Vlad och Ingrid börjar skolan i sin nya stad uppstår ett problem när de får reda på att deras träslöjdslärare Mr. Van Helsing är vampyrjägare, som helst av allt vill bevisa för sin son Jonathan att familjen Dracula är vampyrer. Jonathan tycker bara att det är trams, han vill inte jaga vampyrer eftersom han inte ens tror att de finns, han vill hellre vara normal, men tvingas ändå smyga in i slottet där familjen Dracula bor, för att hitta bevis på att de är vampyrer. 
Fem säsonger har gjorts hittills.

## Rollista
- Gerran Howell - Vladimir Dracula
- Clare Thomas - Ingrid Dracula
- Keith-Lee Castle - Count Dracula
- Lucy Borja-Edwards - Chloe Branaugh
- Craig Roberts - Robin Branaugh
- Beth Roberts - Mrs. Branaugh
- Aneirin Hughes - Mr. Branaugh
- Terence Maynard - Mr. Van Helsing
- Simon Ludders - Renfield
- Ben McGregor - Ian Branaugh
- Luke Bridgeman - Paul Branaugh
- Terry Haywood - Jonathan Van Helsing
- Donna Grant - Magda Westerna

Det finns  5 säsonger av Young Dracula.